# Stadion an der Lohmühle
Das Stadion an der Lohmühle (auch Stadion Lohmühle), im Volksmund meist nur Lohmühle genannt, ist ein Fußballstadion in Lübeck. Es befindet sich im Stadtteil St. Lorenz Nord und ist die Heimat des VfB Lübeck. Nach dem Abriss der alten Stehtribüne und dem Bau der neuen Haupttribüne 1996 im Zuge des Aufstiegs in die 2. Bundesliga ein Jahr zuvor fasste das Stadion 17.869 Plätze, darunter etwa 4.400 überdachte Sitzplätze. Die Lohmühle war lange Zeit vor dem Kieler Holstein-Stadion (15.034 Plätze) das größte Stadion in Schleswig-Holstein. Durch diverse Beschränkungen (Sicherheit, Brandschutz, TV- und Medienbereiche) sind aktuell 10.434 Plätze nutzbar.

## Geschichte

### Geschichte bis 1995
Der Sportplatz Lohmühle wurde ab 1926 von Mitgliedern des ATSV Lübeck (heute TuS 93) erbaut und am 12. Mai 1929 eröffnet. Der Platz verfügte über eine Laufbahn und weitere leichtathletische Anlagen, nicht aber über Tribünen und Umkleidekabinen. Nach dem Verbot des ATSV durch die Nationalsozialisten im Mai 1933 fiel die Anlage an das Deutsche Reich; die Nazis benannten das Stadion in Adolf-Hitler-Kampfbahn um. Weil der eigene Sportplatz Kasernenhof Ende 1934 von der Wehrmacht beansprucht wurde, bekam Gauligist SV Polizei Lübeck den Platz zugewiesen und trug ab November 1934 hier seine Heimspiele aus. Die SV Polizei errichtete dabei für eine Summe von 42.000 Reichsmark zuerst 1937 eine Sitzplatztribüne mit 472 Plätzen (heute Alte Holztribüne) und ein Jahr später eine überdachte Stehplatztribüne für etwa 3000 Besucher auf der damaligen Gegengeraden. Das Fassungsvermögen betrug anschließend etwa 7000 Besucher.
Nach 1945 und dem Ende des Nationalsozialismus in Deutschland gab es einen länger dauernden Rechtsstreit zwischen dem neu gegründeten VfB Lübeck als Rechtsnachfolger der SV Polizei Lübeck und dem ATSV Lübeck als Erbauer des ursprünglichen Sportplatzes. Das Stadion wurde zunächst dem ATSV zugesprochen und dem VfB ein Nutzungsrecht eingeräumt. Nachdem Toto-Gelder und städtische Hilfe dem ATSV den Bau eines eigenen Stadions ermöglicht hatten, übernahm der VfB das Stadion über einen Erbbaurechtsvertrag mit der Hansestadt Lübeck und baute in den folgenden Jahren die Stehplatzbereiche weiter aus, sodass bis zu 20.000 Zuschauer Platz fanden wie am 25. Oktober 1959 im Stadtderby der Oberliga Nord gegen den LBV Phönix.

### Bau der neuen Haupttribüne

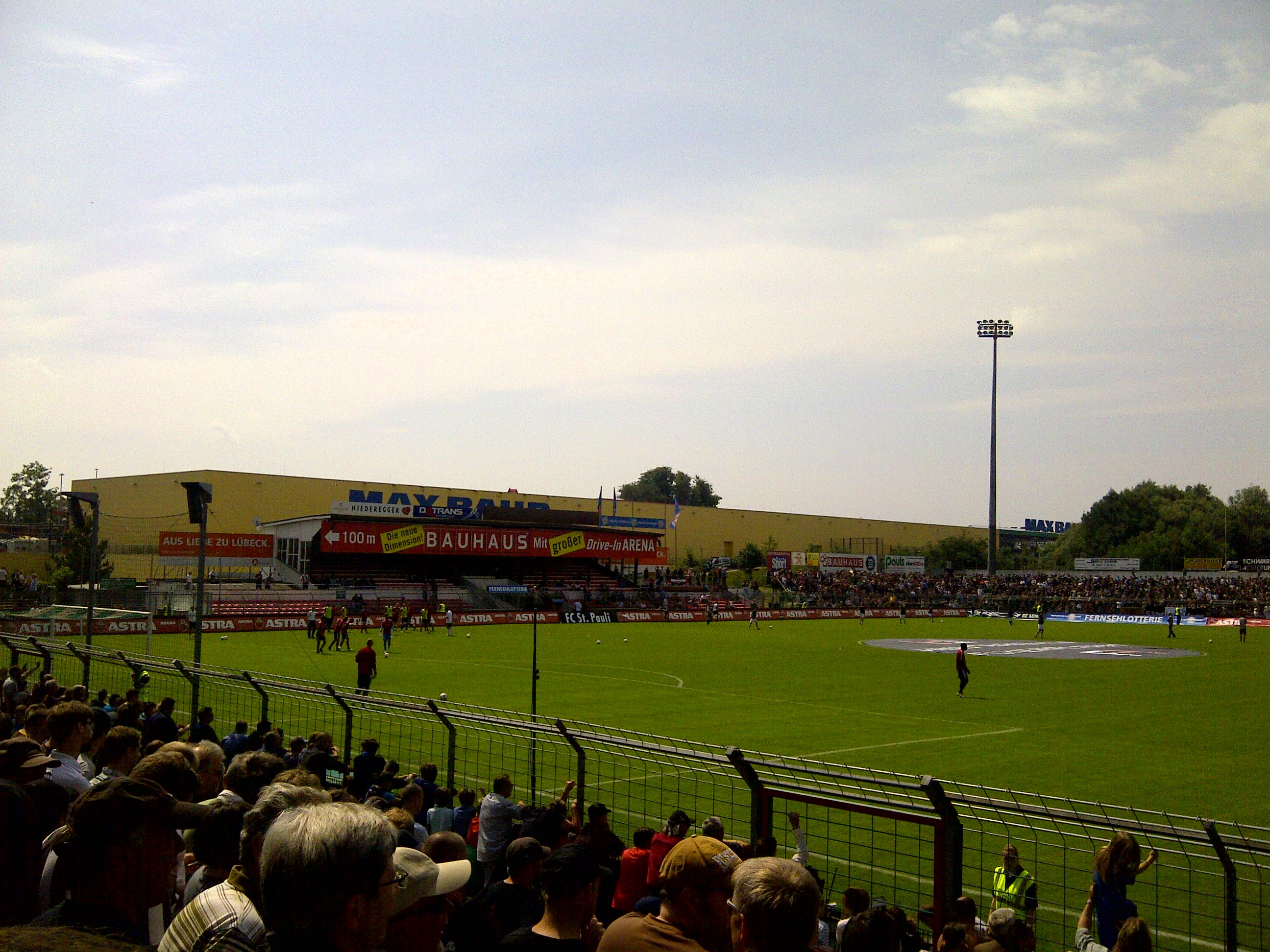
Blick auf die „Alte Holze“ im Juli 2011

Bis in die 1990er Jahre fanden an der Lohmühle nur kleinere Umbauarbeiten statt, bis der VfB Lübeck 1995 in die 2. Bundesliga aufstieg und mehrere Auflagen erfüllen musste. Unter anderem wurde die von der SV Polizei errichtete Stehplatztribüne durch eine größere Konstruktion ersetzt, die neben 4000 Sitzplätzen zudem Räumlichkeiten für die Geschäftsstelle und den Fan-Shop, im Untergeschoss Umkleidekabinen sowie im Obergeschoss 22 VIP-Logen, einen VIP- und Presseraum und ein Restaurant enthält. Die neue Haupttribüne wurde am 30. Juli 1996 nach circa einem halben Jahr Bauzeit eröffnet und kostete rund 8,5 Millionen Mark. Die Kosten musste der VfB Lübeck selbst tragen. Zuschüsse gab es von der Possehl-Stiftung (500.000 Mark) und vom Landessportverband Schleswig-Holstein (100.000 Mark); die Stadt gab dem Verein ein Darlehen in Höhe von 2 Millionen Mark, das in 20 Jahren bei 4,5 Prozent Zinsen zurückgezahlt wurde. Weitere 2,8 Millionen Mark wurden über Banken finanziert, 1,3 Millionen Mark steuerten Wirtschaftsratsmitglieder als Darlehen bei. Dadurch sank die Kapazität auf 17.869, allerdings standen nun insgesamt mehr als 5.000 Sitzplätze zur Verfügung. Die vorherige Haupttribüne auf der jetzigen Gegengeraden wird bis heute weiter genutzt und ist inzwischen allgemein als „Alte Holze“ bekannt. Die Kabinen und Räumlichkeiten im Inneren der alten Tribüne werden überwiegend durch die Jugendabteilung des VfB genutzt.
Im Sommer 2000 wurde nach dem Erreichen der neu eingeführten zweigleisigen Regionalliga eine Flutlichtanlage errichtet, die modernen Fernsehstandards entsprach und für den Spielbetrieb in der dritthöchsten Spielklasse inzwischen verpflichtend geworden war. Zuvor hatte das Stadion nur zwischen 1992 und 1995 über eine Beleuchtung verfügt, die im Zuge des Tribünenneubaus weichen musste.

### Modernisierungen seit 2019
Zur Saison 2019/20 wurde eine neu gebaute Stehplatztribüne eröffnet. Der neue Block in der „Pappelkurve“ (mittig der Blöcke E und F) wurde rund ein halbes Jahr lang während des Betriebes gebaut und bietet Platz für bis zu 1.400 Fans. Neben der neuen Tribüne entstanden allerdings sichtbehinderte Bereiche, die nicht verkauft werden können. Zudem dürfen ein Drittel der Plätze der „Alten Holze“ aus Brandschutzgründen nicht besetzt werden und auf der Haupttribüne müssen Plätze für TV-Kameras freigelassen werden. Das DFB-Pokal-Spiel gegen den FC St. Pauli im August 2019 galt daher mit 10.978 Zuschauern als ausverkauft.
Aufgrund des Aufstiegs des VfB Lübeck in die 3. Liga zur Saison 2020/21 und der damit verbundenen Rückkehr in den Profifußball musste die Lohmühle für einen sechsstelligen Betrag modernisiert werden. Hinter dem Gästeblock (A-Block) wurde eine 40 Quadratmeter große digitale Anzeigetafel aufgebaut. Wegen diverser Beschränkungen (Sicherheit, Brandschutz, TV- und Medienbereiche) sank die Kapazität auf 10.800 Plätze. Zu Ehren des ehemaligen Präsidenten und Aufsichtsratsvorsitzenden Dietmar Scholze, der 2019 verstorben war, wurde die Lohmühle für eine Saison in Dietmar-Scholze-Stadion an der Lohmühle umbenannt, da dieser insbesondere in schwierigen Jahren immer für die Vision „Rückkehr in den Profifußball“ gekämpft habe. Bezüglich der fehlenden Rasenheizung erhielt der VfB Lübeck vom DFB eine Ausnahmegenehmigung für eine Spielzeit. Aufgrund des gefrorenen Rasens mussten die Heimspiele gegen Hansa Rostock und den TSV 1860 München im Januar bzw. Februar 2021 abgesagt werden.

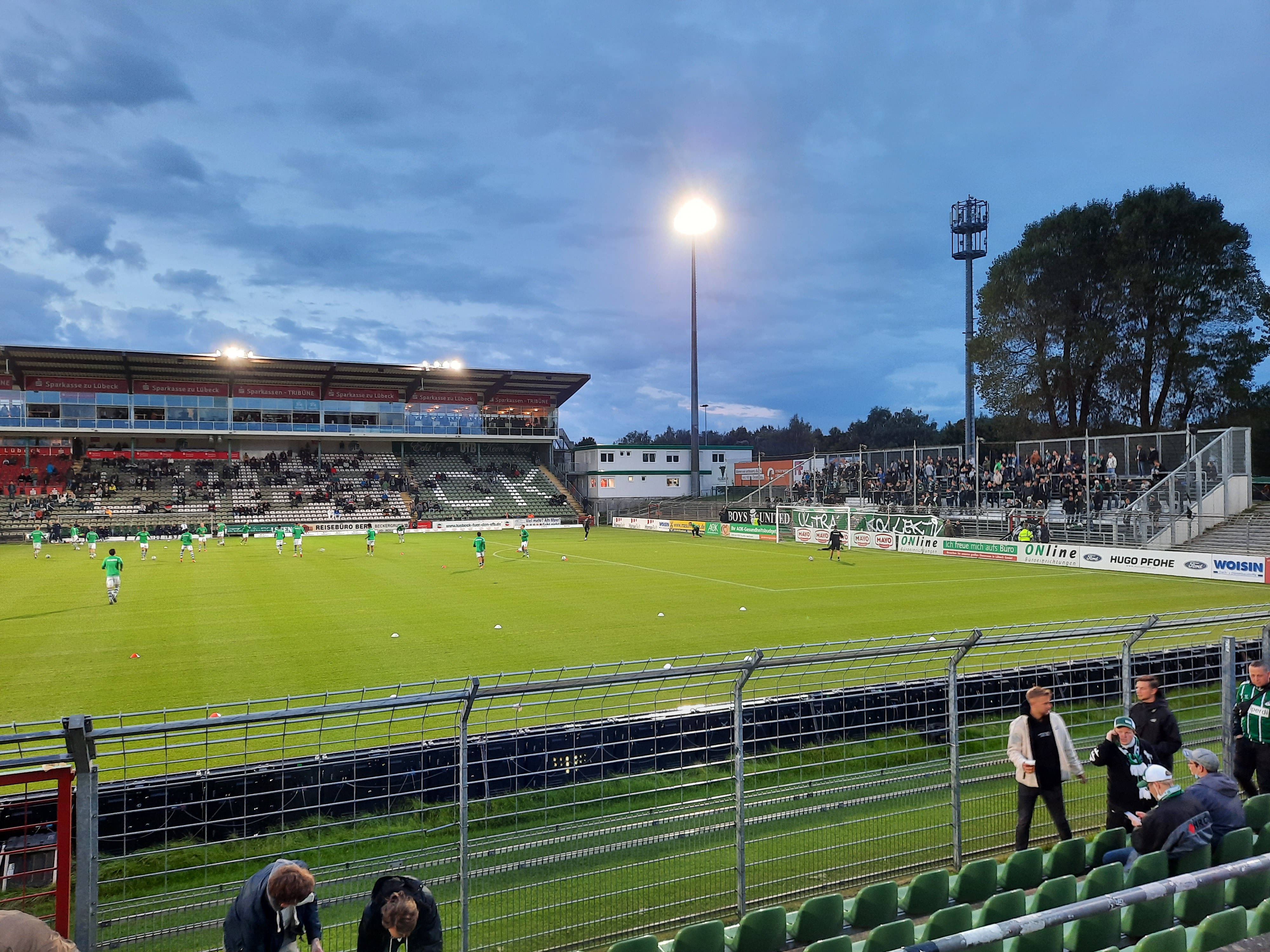
Neue Pappelkurve bei Flutlicht 2021 (hier noch ohne Dach)

In der Sommerpause vor der Saison 2021/22, zu der der VfB wieder in die Regionalliga Nord abstieg, wurde eine umfangreiche Sanierung und Instandsetzung des Stadionrasens, für den u. a. eine Rasenheizung installiert wurde, sowie des gesamten Innenraums (neue Auswechselbänke, Tore und Eckfahnen) vorgenommen. Nach diesen Maßnahmen erfüllte die Lohmühle sämtliche Kriterien für eine Lizenzerteilung für die 3. Liga und konnte auch wieder Austragungsort für Frauen- und Nachwuchs-Länderspiele des DFB sein. An dem Projekt beteiligte sich das Land Schleswig-Holstein mit Fördermitteln in Höhe von einer Million Euro und die Hansestadt Lübeck mit 500.000 Euro; insgesamt investierte der VfB Lübeck über 2,5 Millionen Euro in die Sanierung und Erweiterung des Stadions.
In der Sommerpause vor der Saison 2022/23 wurde über der neuen Stehtribüne in der „Pappelkurve“ für über 200.000 Euro ein Dach errichtet. Die namensgebenden und noch verbliebenen 6 Pappeln hinter der Tribüne mussten hingegen im Oktober 2022 aus Sicherheitsgründen gefällt werden. Dafür sollen im weiteren Saisonverlauf 28 Zitterpappeln gesetzt werden.
Zur Saison 2023/24 stieg der VfB wieder in die 3. Liga auf. In der Sommerpause wurde die Vortribüne der „Alten Holze“ entfernt. Die ca. 360 Sitzplätze wurden hinter dem Tor auf die Stehplätze montiert. Damit wurde der neue Block A2 (zuvor Block B) geschaffen, der 450 unüberdachte Sitzplätze umfasst und neben dem Block A1 (Stehplätze) zum Gästebereich gehört. Die neue Kapazität beträgt seither laut Vereinsangaben 10.434 Plätze (s. Abschnitt Kapazität).

## Nutzung außerhalb der Spiele des VfB Lübeck
Durch die Errichtung der Flutlichtanlage im Sommer 2000 wurde die Lohmühle zunehmend auch für größere Fußballspiele nutzbar. Zuvor hatten nur vereinzelt andere Vereine (TuS Hoisdorf 1988 im DFB-Pokal gegen Bayern München, Hamburger SV für zwei Spiele im UI-Cup 1999) und der DFB (im April 2000 für ein Frauen-Länderspiel gegen Spanien) die Lohmühle genutzt. Anschließend wurden diverse Junioren-Länderspiele im Stadion Lohmühle ausgetragen (siehe Tabelle). Bei der Qualifikation zur Europameisterschaft der Frauen 2009 wurde ein weiteres Frauen-Länderspiel auf der Lohmühle ausgetragen. Im ausverkauften Stadion sahen insgesamt 17.000 Zuschauer die erste Heimpartie der deutschen Nationalmannschaft nach dem WM-Titel. Gegen Belgien gewann Deutschland durch Tore von Kerstin Garefrekes, Sandra Minnert und Birgit Prinz mit 3:0. Mehr Zuschauer gab es bisher bei keinem anderen EM-Qualifikationsspiel.
Der DFB vergab zudem Spiele im Ligapokal 2000 (Hamburger SV – Hertha BSC) und 2002 (Bayer Leverkusen – Werder Bremen) nach Lübeck.
Zudem nutzten andere Vereine aus Schleswig-Holstein und dem benachbarten Mecklenburg die Lohmühle im DFB-Pokal. So fand am 31. Juli 2011 das Erstrunden-Spiel zwischen dem Oberligisten FC Anker Wismar und Bundesligist Hannover 96 in Lübeck statt, da das Kurt-Bürger-Stadion in Wismar vom DFB für nicht tauglich erklärt wurde. Aus ähnlichen Gründen wurden auch DFB-Pokalspiele des FC Schönberg 95 (2010 gegen den VfL Wolfsburg), des SV Eichede (2017 gegen den 1. FC Kaiserslautern) und des SC Weiche Flensburg 08 (2018 gegen Werder Bremen) auf der Lohmühle ausgetragen.
In der Saison 2011/12 der 2. Bundesliga fand die Begegnung des 1. Spieltags zwischen dem FC St. Pauli und dem FC Ingolstadt 04 aufgrund der gegen St. Pauli verhängten Platzsperre an der Lohmühle statt.
In der Saison 2024 trugen die Hamburg Sea Devils ihr Heimspiel gegen die Prague Lions in der European League of Football an der Lohmühle aus.

## Deutsche Junioren-Länderspiele
| Datum         | Auswahl         | Gast         | Ergebnis  | Zuschauer |
| ------------- | --------------- | ------------ | --------- | --------- |
| 25. Nov. 1970 | U19             | Schweden     | 1:0 (1:0) |           |
| 1. Sep. 2000  | U21             | Griechenland | 2:1 (0:0) | 4.500     |
| 10. Okt. 2003 | U21             | Island       | 1:0 (0:0) | 6.100     |
| 10. Apr. 2007 | U19-Juniorinnen | Schweden     | 4:1 (2:0) | 2.300     |
| 15. Apr. 2007 | U19-Juniorinnen | Schottland   | 3:0 (1:0) | 2.670     |
| 28. Mai 2008  | U21             | Dänemark     | 4:0 (1:0) | 5.250     |
| 5. März 2014  | U18             | Frankreich   | 1:3 (0:1) | 3.771     |
| 4. Sep. 2014  | U16-Juniorinnen | Dänemark     | 4:3 (0:1) | .0400     |
| 3. Sep. 2015  | U21             | Dänemark     | 2:1 (1:0) | 4.823     |
| 1. Sep. 2016  | U20             | Italien      | 0:1 (0:0) | 3.106     |
| 17. Apr. 2017 | U19             | Dänemark     | 3:1 (1:0) | 2.077     |

## Lage und Anfahrt
Die Lohmühle befindet sich im Nordwesten Lübecks, direkt an der A 1, Abfahrt Lübeck Zentrum, und ist über sie bequem und schnell zu erreichen, da sie nach der Abfahrt an der Zufahrtsstraße Bei der Lohmühle liegt. Am Stadion befinden sich ca. 500 Parkplätze, was die Zuschauer eher mit öffentlichen Verkehrsmitteln fahren lässt. Allerdings befinden sich in unmittelbarer Nähe der Lohmühle viele weitere Parkplätze von mehreren großen Baumärkten.

## Kapazität
Der Verein gibt für das Stadion aktuell folgende Kapazität an:
- Gesamt: 10.434
  - Sitzplätze überdacht: 4.751
  - davon Logenplätze: 220
  - davon Businessseats: 292
- Sitzplätze unüberdacht: 450
- Stehplätze überdacht: 1.400
- Stehplätze unüberdacht: 3.833

## Sponsoring
Von November 2011 bis Juni 2013 trug die Spielstätte den Sponsorennamen PokerStars.de-Stadion an der Lohmühle. Der Kontrakt mit dem Onlinepoker-Portal soll dem VfB Lübeck jährlich geschätzt rund 100.000 bis 150.000 Euro eingebracht haben.